# Tjuzjaja belaja i rjaboj
Tjuzjaja belaja i rjaboj (russisk: Чужая белая и рябой) er en sovjetisk spillefilm fra 1986 af Sergej Solovjov.

## Medvirkende
- Vyacheslav Iljusjjenko som Ivan Najdenov
- Aleksandr Basjirov
- Andrej Bitov som Pjotr Petrovitj Startsev
- Arkadij Vysotskij
- Ilja Ivanov som Benjamin Jousse
- Vladimir Steklov